# Edward Howard, I barone Howard di Escrick
Edward Howard (... – 24 aprile 1675) è stato un nobile e politico inglese.

## Biografia
Era figlio di Thomas Howard, I conte di Suffolk e della seconda moglie Katherine Knyvet.
Nel 1624 venne eletto membro del parlamento per Calne e Wallingford. Venne creato barone Howard di Escrick il 12 aprile 1628.
Howard fu dei dodici pari che firmarono la petizione di reclamo che lui presentò a Carlo I d'Inghilterra a York nel 1640.
Fu molto attivo nelle prime parti della Guerra civile inglese. Fu uno dei dieci Lords selezionati per prender parte alla Westminster Assembly of Divines e fu spesso impegnato in negoziazioni con funzionari scozzesi.
Dopo l'abolizione della camera dei Lords nel 1649 sedette in quella dei comuni come rappresentante del Carlisle e fu anche membro del consiglio di stato. Nel 1651 venne espulso dal parlamento per aver preso tangenti.
Howard sposò Mary Butler, figlia di John Butler ed Elizabeth Villiers, dalla quale ebbe due figli:
- Thomas Howard, II barone Howard di Escrick, che sposò Elizabeth Mordaunt, figlia di John Mordaunt, II conte di Peterborough
- William Howard, III barone Howard di Escrick.

## Ascendenza
|                                           |               |                                          | Genitori                           |  |  | Nonni |  |  | Bisnonni                          |  |  | Trisnonni                          |  |
|                                           |               |                                          |                                    |  |  |       |  |  | Henry Howard, III conte di Surrey |  |  | Thomas Howard, III duca di Norfolk |  |
|                                           |               |                                          |                                    |  |  |       |  |  | Henry Howard, III conte di Surrey |  |  | Thomas Howard, III duca di Norfolk |  |
|                                           |               | Elizabeth Stafford                       |                                    |  |  |       |  |  | Henry Howard, III conte di Surrey |  |  |                                    |  |
| Thomas Howard, IV duca di Norfolk         |               |                                          |                                    |  |  |       |  |  | Henry Howard, III conte di Surrey |  |  |                                    |  |
|                                           |               | Frances de Vere                          | John de Vere, XV conte di Oxford   |  |  |       |  |  |                                   |  |  |                                    |  |
|                                           |               | Frances de Vere                          | John de Vere, XV conte di Oxford   |  |  |       |  |  |                                   |  |  |                                    |  |
|                                           |               | Frances de Vere                          | Elizabeth Trussell                 |  |  |       |  |  |                                   |  |  |                                    |  |
| Thomas Howard, I conte di Suffolk         |               | Frances de Vere                          |                                    |  |  |       |  |  |                                   |  |  |                                    |  |
|                                           |               | Thomas Audley, I barone Audley di Walden | Geoffrey Audley                    |  |  |       |  |  |                                   |  |  |                                    |  |
|                                           |               | Thomas Audley, I barone Audley di Walden | Geoffrey Audley                    |  |  |       |  |  |                                   |  |  |                                    |  |
|                                           |               | Thomas Audley, I barone Audley di Walden | Martha Wydeville                   |  |  |       |  |  |                                   |  |  |                                    |  |
| Margaret Audley                           |               | Thomas Audley, I barone Audley di Walden |                                    |  |  |       |  |  |                                   |  |  |                                    |  |
|                                           |               | Elizabeth Grey                           | Thomas Grey, II marchese di Dorset |  |  |       |  |  |                                   |  |  |                                    |  |
|                                           |               | Elizabeth Grey                           | Thomas Grey, II marchese di Dorset |  |  |       |  |  |                                   |  |  |                                    |  |
|                                           |               | Elizabeth Grey                           | Margaret Wotton                    |  |  |       |  |  |                                   |  |  |                                    |  |
| Edward Howard, I barone Howard di Escrick |               | Elizabeth Grey                           |                                    |  |  |       |  |  |                                   |  |  |                                    |  |
|                                           | Henry Knyvett | Thomas Knyvett                           |                                    |  |  |       |  |  |                                   |  |  |                                    |  |
|                                           | Henry Knyvett | Thomas Knyvett                           |                                    |  |  |       |  |  |                                   |  |  |                                    |  |
|                                           | Henry Knyvett | Marcella Howard                          |                                    |  |  |       |  |  |                                   |  |  |                                    |  |
| Henry Knyvett                             | Henry Knyvett |                                          |                                    |  |  |       |  |  |                                   |  |  |                                    |  |
|                                           |               | Anne Pickering                           | Christopher Pickering              |  |  |       |  |  |                                   |  |  |                                    |  |
|                                           |               | Anne Pickering                           | Christopher Pickering              |  |  |       |  |  |                                   |  |  |                                    |  |
|                                           |               | Anne Pickering                           | Jane Lewknor                       |  |  |       |  |  |                                   |  |  |                                    |  |
| Katherine Knyvett                         |               | Anne Pickering                           |                                    |  |  |       |  |  |                                   |  |  |                                    |  |
|                                           |               | James Stumpe                             | William Stumpe                     |  |  |       |  |  |                                   |  |  |                                    |  |
|                                           |               | James Stumpe                             | William Stumpe                     |  |  |       |  |  |                                   |  |  |                                    |  |
|                                           |               | James Stumpe                             | Joyce Berkeley                     |  |  |       |  |  |                                   |  |  |                                    |  |
| Elizabeth Stumpe                          |               | James Stumpe                             |                                    |  |  |       |  |  |                                   |  |  |                                    |  |
|                                           |               | Bridget Bayntun                          | Edward Bayntun                     |  |  |       |  |  |                                   |  |  |                                    |  |
|                                           |               | Bridget Bayntun                          | Edward Bayntun                     |  |  |       |  |  |                                   |  |  |                                    |  |
|                                           |               | Bridget Bayntun                          | Elizabeth Sulyard                  |  |  |       |  |  |                                   |  |  |                                    |  |
|                                           |               | Bridget Bayntun                          |                                    |  |  |       |  |  |                                   |  |  |                                    |  |